# Semampir (Reban)
Semampir is een bestuurslaag in het regentschap Batang van de provincie Midden-Java, Indonesië. Semampir telt 1735 inwoners (volkstelling 2010).